# Émile Lafourcade-Cortina
Émile Lucien Lafourcade-Cortina (La Bastide-Clairence, 4 gennaio 1864 – Épinay-sur-Seine, 22 agosto 1904) è stato uno schermidore francese.
Partecipò ai Giochi della II Olimpiade di Parigi nella gara di sciabola individuale, dove fu eliminato al primo turno.